# Philippiara
× Philippiara (abreviado Phl) es un híbrido intergenérico entre los géneros de orquídeas Cochlioda × Miltoniopsis × Odontoglossum × Rhynchostele. Fue publicado en Sander's List Orchid Hybrids Addendum 2002-2004: liii (2005).